# Sơn Giang, Hương Sơn
Sơn Giang là một xã thuộc huyện Hương Sơn, tỉnh Hà Tĩnh, Việt Nam.

## Địa lý
Xã Sơn Giang có diện tích 14,28 km², dân số năm 1999 là 5.708 người, mật độ dân số đạt 400 người/km².

## Lịch sử
Ngày 13 tháng 12 năm 2018, HĐND tỉnh Hà Tĩnh ban hành Nghị quyết số 126/NQ-HĐND về việc:
- Đổi tên Thôn 6 thành Thôn 4.
- Đổi tên Thôn 9 thành Thôn 7.
- Đổi tên Thôn 10 thành Thôn 6.
- Đổi tên Thôn 11 thành Thôn 8.
- Sáp nhập một phần của Thôn 2 vào Thôn 1.
- Sáp nhập Thôn 3 vào phần còn lại của Thôn 2.
- Thành lập Thôn 3 trên cơ sở Thôn 4 và Thôn 5.
- Thành lập Thôn 5 trên cơ sở Thôn 7 và Thôn 8.